# Ferdinand Chesarek
Ferdinand Joseph Chesarek (tudi Ferdinand Češarek; bojno ime Ches), ameriški general slovenskega rodu, * 18. februar 1914, Calumet, Michigan, † 20. november 1993, Nashville, Tennessee, ZDA
General štirih zvezdic Kopenske vojske ZDA Chesarek je bil eden najvišjih ameriških generalov slovenskega rodu in drugi diplomiranec vojaške akademije West Point slovenskega rodu.

## Civilno življenje
Ferdinand Chesarek se je rodil časnikarju in društvenemu delavcu Josephu Češarku in Mariji. Leta 1950 je postal magister poslovnih znanosti na univerzi Stanford.

## Vojaška kariera
Leta 1938 je diplomiral na West Pointu. Med drugo svetovno vojno je bil poveljnik 28. topniškega bataljona 8. pehotne divizije; udeležil se je bojev v Normandiji, Franciji in srednji Evropi. 
Med junijem 1948 in aprilom 1950 je služboval v Generalštabu Kopenske vojske ZDA, nato pa je postal pomočnik predsednika odbora za strelivo v Pentagonu; ta položaj je zasedal do februarja 1953. Takrat je bil poslan na Štabni kolidž Oboroženih sil ZDA, kjer je šolanje končal že julija istega leta. Isti mesec je bil dodeljen poveljstvu 8. pehotne divizije. 
V času korejske vojne je bil do maja 1954 poveljnik 5. artilerijske skupine.
Januarja 1955 je postal načelnik kadrovskega oddelka v Pisarni namestnika načelnika štaba logistike; ta položaj je zasedal do avgusta istega leta, ko je bil poslan na šolanje v Nacionalni vojni kolidž. Šolanje je zaključil junija 1956, ko je postal vojaški asistent in operativni častnik asistenta sekretarja za obrambo za mednarodne varnostne odnose ter mednarodni konferenčni koordinator sekretarja za obrambo. Avgusta 1959 je postal načelnik štaba komunikacijske cone Kopenske vojske ZDA v Evropi, julija 1960 načelnik štaba evropske taktične skupine Kopenske vojske ZDA in marca 1961 pa poveljnik 4. logističnega poveljstva Kopenske vojske ZDA.
Oktobra 1962 je bil imenovan za namestnika načelnika štaba za logistiko (pripravljenost materiala v Pentagonu in avgusta 1964 za namestnika načelnika štaba za logistiko (Programi). Med februarjem 1967 in majem 1968 je bil asistent namestnika načelnika Združenega štaba oboroženih sil ZDA. Maja 1968 je bil gostujoči predavatelj na več britanskih vojaških šolah. 8. julija istega leta je bil imenovan za višjega prestavnika Kopenske vojske ZDA pri vojaškem štabnem komiteju pri OZN.
10. marca 1969 je postal poveljnik Logističnega poveljstva Kopenske vojske ZDA in bil hkrati povišan v čin generala s štirimi zvezdicami, to je najvišji čin, ki ga je dotlej v ZDA dosegel častnik slovenskega rodu (vse do 2013, ko je ta čin prejel tudi Frank Gorenc). Leta 1970 se je upokojil.

## Napredovanja
- topniški poročnik - 1938
- generalmajor - 1964
- generalporočnik - 1966
- general (s štirimi zvezdicami) - 10. marec 1969

## Odlikovanja in priznanja
- srebrna zvezda,
- bronasta zvezda s hrastovim listom,
- letalska medalja,
- škrlatno srce,
- Croix de Guerre s palmo,
- Army Commendation Medal,
- legija za zasluge,
- Order of Ulchi (Koreja),
- legija časti (Francija),...